# میدوی (تگزاس)
میدوی، تگزاس(به انگلیسی: Midway, Texas) شهری در ایالت تگزاس از ایالات جنوبی ایالات متحده آمریکا است. در سرشماری سال ۲۰۰۰، جمعیت این شهر ۲۸۸ نفر اعلام شد.